# Maid café

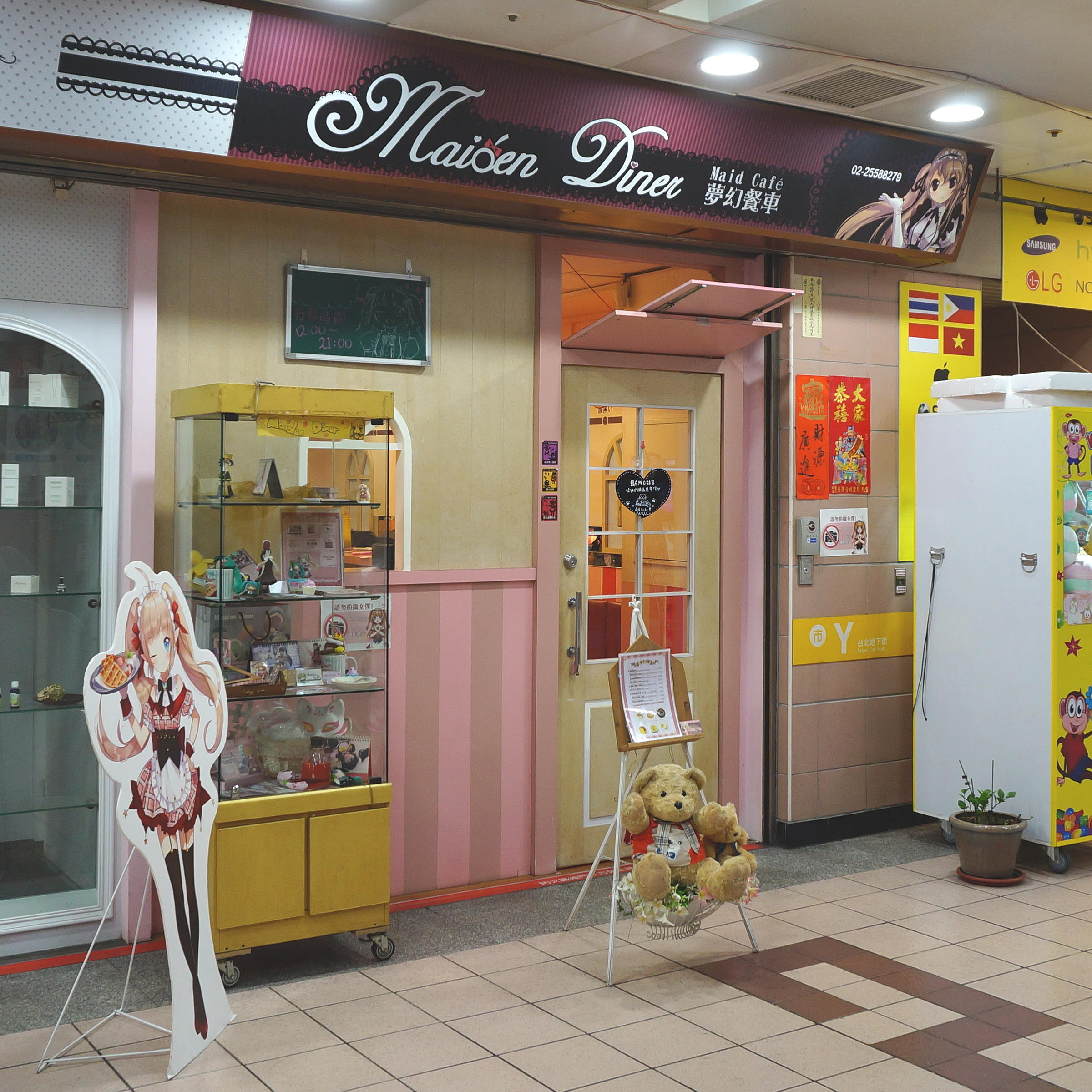
Entrée du maid café Maiden Diner.

Un maid café (メイドカフェ, meido kafe) ou maid kissa (メイド喫茶, meido kissa) est un café où les serveuses portent un uniforme de domestique (maid, en anglais). Ces cafés se trouvent principalement dans le quartier de Akihabara à Tokyo et sont fréquentés par un public essentiellement otaku. Les services de base qui y sont proposés sont les mêmes que dans les cafés traditionnels, auxquels s'ajoutent diverses interactions avec les maids telles que la prise de photos ou encore la participation à des jeux et des animations.
À la suite du succès des maid cafés, différents types de services, commerces de détail et de restauration ont commencé à offrir des services exécutés par du personnel portant un uniforme de domestique ou un cosplay. Il n'existe pas d'appellation spécifique pour ces différents commerces et le terme maid café est quelquefois utilisé de façon générique pour parler de bars, izakaya, restaurants, cafés et autres commerces. Des expressions telles que maid & cosplay shop ou cosplay restaurant (コスプレ系飲食店, kosupure-kei inshokuten, littéralement commerce servant à boire et à manger de type cosplay) sont parfois utilisées pour faire référence à ces commerces en général.

## Concept

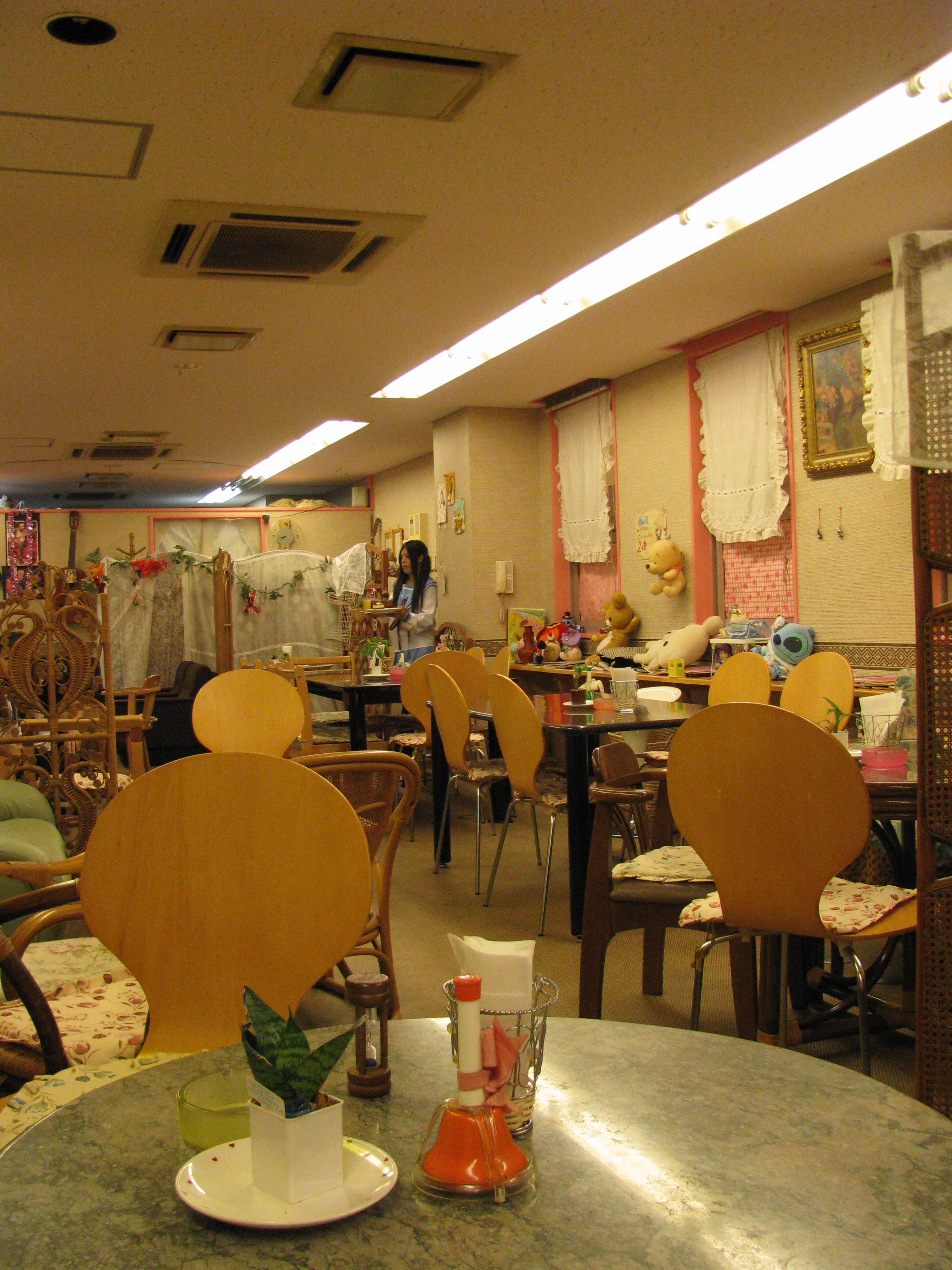
Intérieur d'un maid café à Den-Den Town, Osaka.

Note : Chaque café étant différent, l'accueil, les uniformes et les services offerts varient d'un établissement à l'autre.
En entrant dans un café, les serveuses accueillent les clients en leur souhaitant bon retour à la maison (おかえりなさい, okaerinasai), qui est une formule de politesse normalement utilisée à la maison lorsque quelqu'un est de retour. Elles appellent les clients maître (御主人様, goshujin-sama) et maîtresse (お嬢様, ojōsama, litt. fille d'une famille distinguée).
Toutes les serveuses sont jeunes, kawaii (mignonnes) et portent un uniforme de domestique, qui est traditionnellement composé d'une robe noire et d'un tablier blanc. Les uniformes varient en style et en couleur selon les établissements, il est donc possible de voir différentes tendances entre les uniformes d'influence victorienne ou de style français. Si les uniformes sont différents, ils sont généralement accompagnés de rubans, bonnets et accessoires kawaii tels que des oreilles de chat. Certains cafés emploient aussi des hommes, qui portent aussi des vêtements de serviteur, mais leur rôle est souvent moins important que celui des maid.
Les maid cafés, comme la plupart des cafés, servent des boissons, repas et desserts, mais le menu ne se limite généralement pas à la nourriture. De nombreux cafés proposent aussi des jeux, photos personnalisées avec une maid et articles promotionnels dans leur menu. La facture finale peut inclure un prix d'entrée (environ 500 yens) et une consommation au minimum est obligatoire. Les maid cafés étant très populaires, le temps d'attente pour entrer peut aller jusqu'à une ou deux heures lors des moments les plus achalandés. Afin de diminuer le temps d'attente et optimiser les revenus, certains cafés interdisent aux clients de rester plus d'une heure ou deux.
Deux tendances existent dans les maid cafés.
La première tendance, appelée iyashi-kei, est plus conservatrice et orientée vers la relaxation. Il y a peu d'interaction entre les clients et les serveuses, donc peu de discussion et aucun jeu. Le deuxième type, appelé entertainment-kei, est poussé vers le divertissement, les jeux, la socialisation et l'interaction. Tous les maid cafés sont différents et proposent une gamme de services qui varie d'un établissement à l'autre.
À Akihabara, les maid cafés se situent souvent dans des petites rues ou aux étages d'édifices et il est généralement impossible de voir à l'intérieur d'un café sans y entrer, les rendant donc difficiles à trouver sans une carte ou des indications. C'est pour cette raison que de nombreuses maids distribuent des dépliants promotionnels à la sortie Electric Town de la station de train JR de Akihabara et dans les grandes rues du quartier.
Bien que l'image de la maid ait une forte connotation sexuelle, il n'y a aucun échange sexuel entre les maids et les clients. Un code de conduite est souvent rédigé pour réprimander certains comportements déplacés de la part des clients.

## Uniforme
L'uniforme de maid se compose d'une robe et d'un tablier. Bien que toutes les serveuses portent un uniforme de maid, ceux-ci peuvent énormément varier entre cafés et peuvent même être différents d'une maid à l'autre. On trouvera deux styles principaux d'uniformes, le style victorien d'influence anglaise et le style français, qui se déclinent dans une multitude de variantes.
Bien que les uniformes soient traditionnellement de couleur foncée (noir, marron, marine), les maids peuvent aussi porter des robes de couleur (rose, bleu, vert, jaune). Malgré ces différences, elles sont toujours accompagnées d'accessoires et de décorations blanches.

### Styles
L'uniforme victorien d'influence anglaise se démarque par son aspect sobre. Il s'agit d'une robe longue qui descend à mi-jambe, ou plus bas, dont les manches sont longues et le collet refermé.
L'uniforme de style français se démarque par son aspect plus frivole. C'est d'ailleurs ce style d'uniforme qui faisait l'objet d'un fétichisme à l'extérieur du Japon, bien avant l'arrivée des maid cafés. Il est composé d'une robe courte avec jupon, dont la longueur varie de mi-cuisse jusqu'aux genoux et aux manches courtes. Le collet peut être refermé ou plus ouvert, laissant ainsi voir le haut de la poitrine, mais sans être décolleté pour autant. Lorsque le tablier est porté autour de la taille, il est courant qu'une section de la robe soit blanche. Cette zone peut varier entre le haut de la poitrine pour les robes plus fermées et la poitrine pour les robes plus ouvertes.

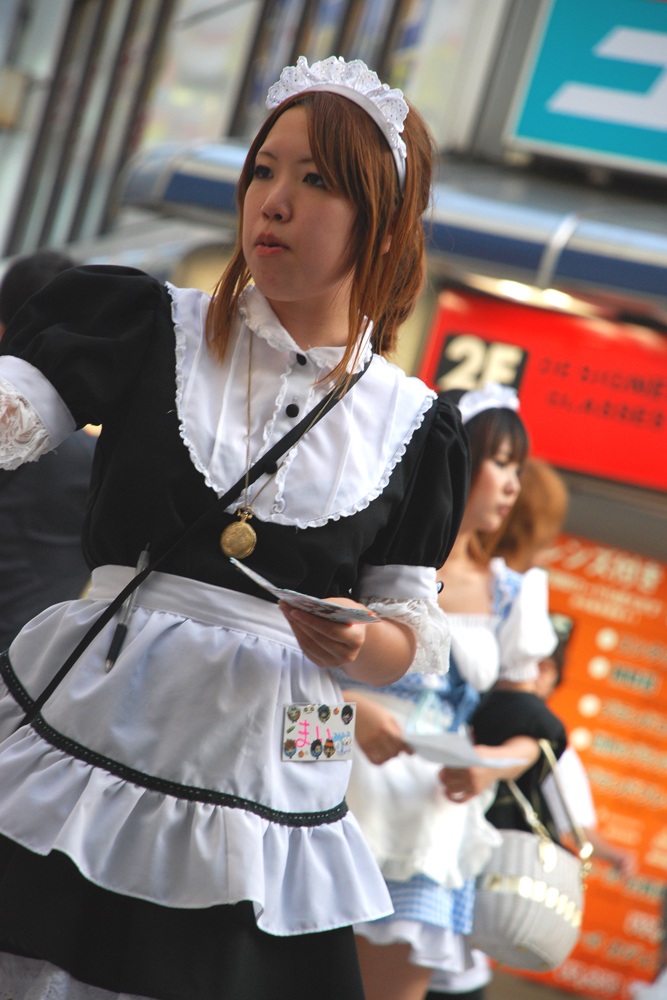
Uniforme noir de style français avec tablier à l'avant.
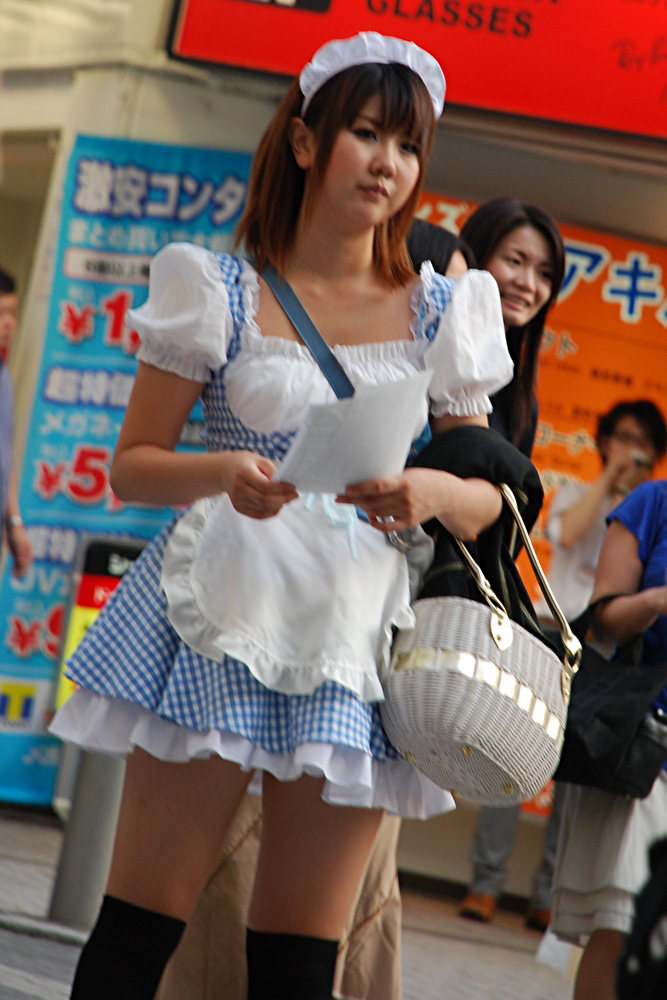
Uniforme bleu de style français avec collet ouvert.
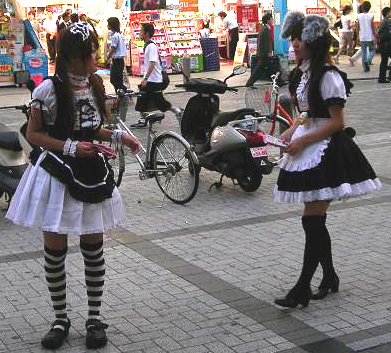
Des maids distribuant des dépliants pour annoncer leur café devant la sortie de la station de train JR de Akihabara.

### Accessoires
Malgré ces différences, de nombreux éléments sont récurrents sur presque tous les uniformes, tandis que certains éléments viennent ajouter une touche unique à chaque uniforme.
Toutes les maids portent un tablier, qui est normalement de longueur proportionnelle à la robe portée et généralement blanc. Il en existe deux principales variantes. La première consiste en un tablier porté à la taille et qui couvre uniquement le bas de la robe. Le deuxième type est porté sur les épaules et couvre ainsi le haut du corps. Les bretelles possèdent normalement une partie décorative. La plupart des maids portent aussi un couvre-chef décoré de dentelle, mais certaines préfèrent porter une boucle, ou des oreilles de chat. De façon générale, elles portent aussi des bas qui montent jusqu'aux genoux.
De nombreux éléments peuvent être ajoutés pour rendre l'uniforme plus attirant, dont de la dentelle, des rubans, des boucles et des broches. On retrouvera ces éléments décoratifs sur les bas, les couvre-chefs (ou en décoration sur la tête), dans le cou et sur les vêtements. Certaines maids portent aussi des lunettes (parfois sans verres), afin de plaire aux clients qui affectionnent cet accessoire.

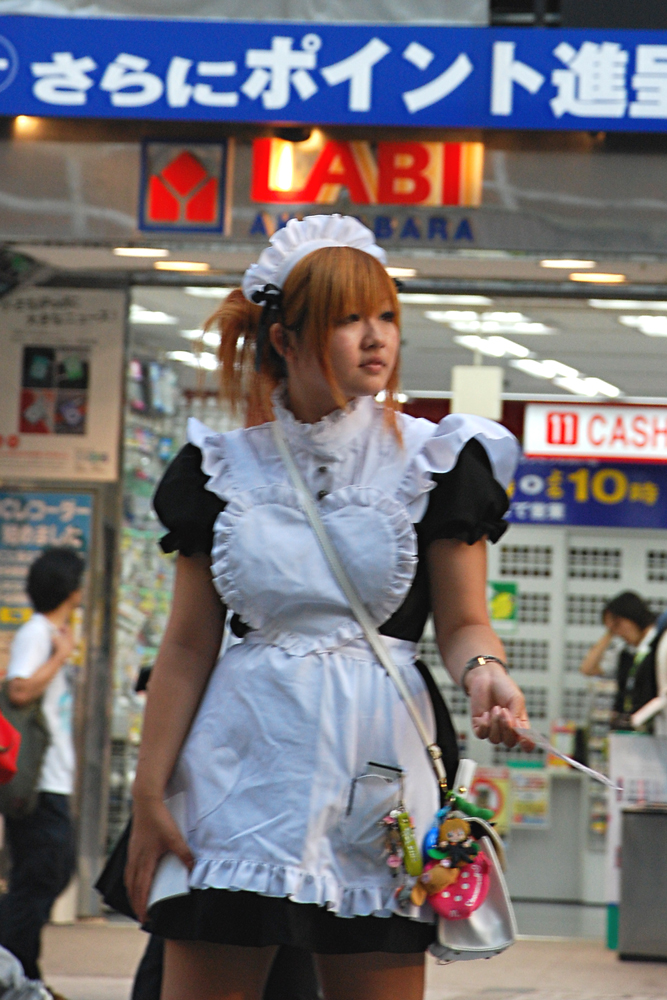
Noter la forme de cœur sur le tablier.
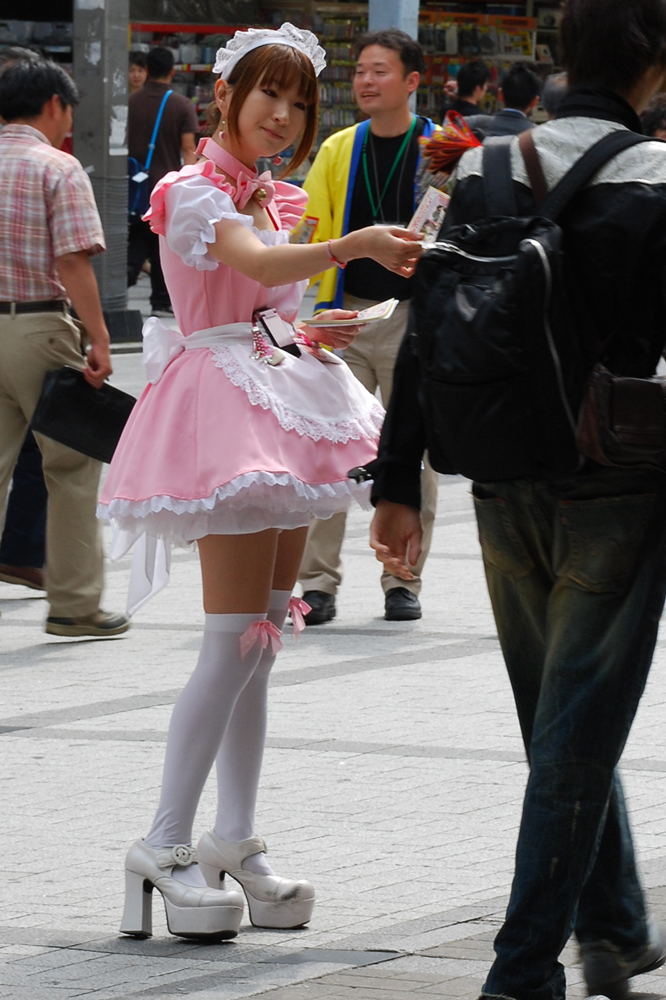
Noter la boucle dans le cou et sur les bas.

## Menu
Les maid cafés, comme tous les cafés, servent des boissons, repas et dessert, mais le tout avec une touche particulière. Ce sont les maids qui vont verser le lait ou le sucre dans le café et ce sont elles qui vont le mélanger. Les différents repas, quant à eux, seront décorés avec des dessins kawaii, tels que des visages, des animaux ou des cœurs. On trouve une variété de plats aux menus, mais l'un d'entre eux est emblématique des maid cafés, le omurice (オムライス, omu raisu, contraction de omelette et rice), une omelette farcie de riz frit et décorée à l'aide de ketchup. Les desserts sont décorés à l'aide de crème fouettée et de coulis au chocolat ou aux fruits. Les choix de repas portent parfois des noms kawaii ou relatifs au thème du café. Il est donc possible de trouver des choix tels que le moe moe "fairy" omurice (妖精さんの萌え萌えオムライス, yōsei-san no moe moe omuraisu) au Jam Akihabara, ou le gâteau lapin blanc-vaporeux-sautillant (まっしろふわふわうさぴょんケーキ, masshiro fuwafuwa usapyon kāki, utilise l'onomatopée fuwafuwa (vaporeux) et pyon (bondissant), ainsi que usa comme abréviation de usagi (lapin)) au @home Café. Le menu peut aussi respecter la thématique du café, par exemple au Little TGV, un izakaya pour amateurs de train, toutes les boissons portent le nom d'une ligne de train.
Lors du service, les maids peuvent faire interagir leur client dans le processus. Par exemple, les maid peuvent demander à leurs clients de faire une incantation magique avec elle, qui consiste à faire une chorégraphie simple avec les mains, qui implique souvent faire une forme de cœur avec ses doigts, et de répéter une formule magique du type oishiku-nare, oishiku-nare, moe moe kyuun (qui signifie "devenir bon, devenir bon, moe moe kyunn[Quoi ?]") ou autre formule contenant le mot moe. Chaque serveuse a sa propre chorégraphie, mais l'objectif est toujours de rendre le repas délicieux en y ajoutant un petit quelque chose.
Outre la nourriture, différents services peuvent être offerts au menu. Il est possible de prendre une photo instantanée avec une maid, qui décorera la photo instantanée à l'aide de texte, de cœurs et autres dessins kawaii. Ces photos sont couramment nommées cheki (チェキ), qui vient du nom des appareils photographiques instantanés commercialisés en Asie par Fujifilm. Il est aussi possible de payer pour jouer avec une maid à des jeux tels que le jan-ken-pon (じゃんけんぽん, roche-papier-ciseau), cartes, jeux pour enfant (Crocodile Dentist, Pokapon, Doki Doki Nyago, Banken Gaogao, etc.) et jeux vidéo. Une victoire est souvent récompensée par un prix spécial. Certains cafés offrent aussi des mini-spectacles de chant ou de danse, ou organisent des jeux collectifs afin de divertir leur clientèle. Les maid cafés proposent généralement une sélection de souvenirs à l'effigie des maids,.

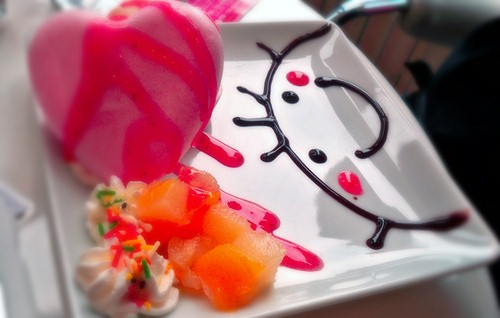
Dessert au café MaiDreamin.
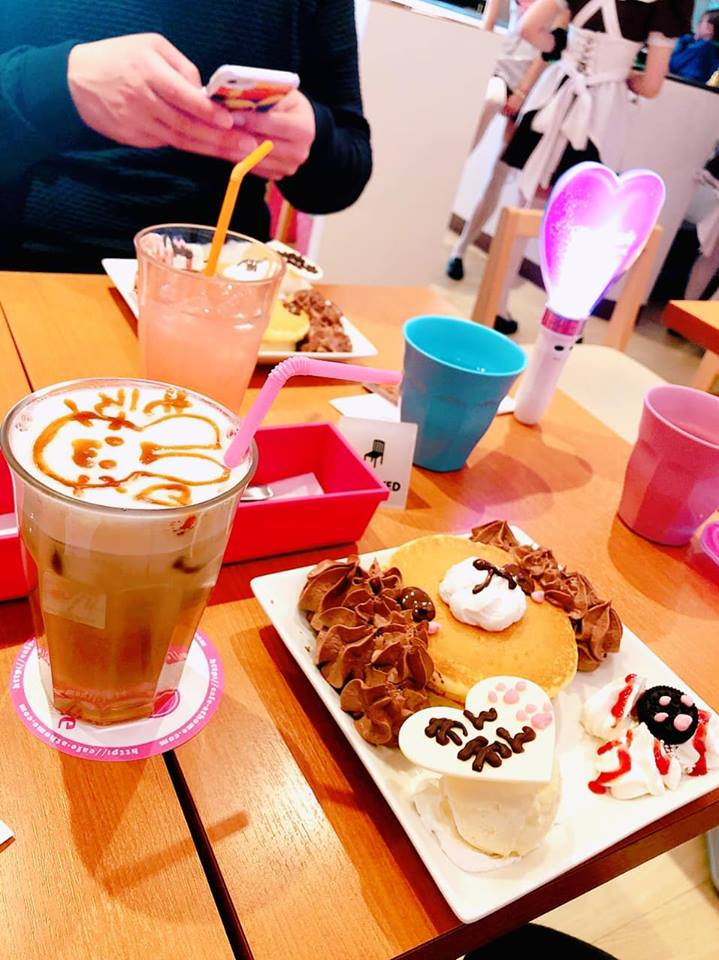
Un menu kawaii au @home cafe de Akihabara
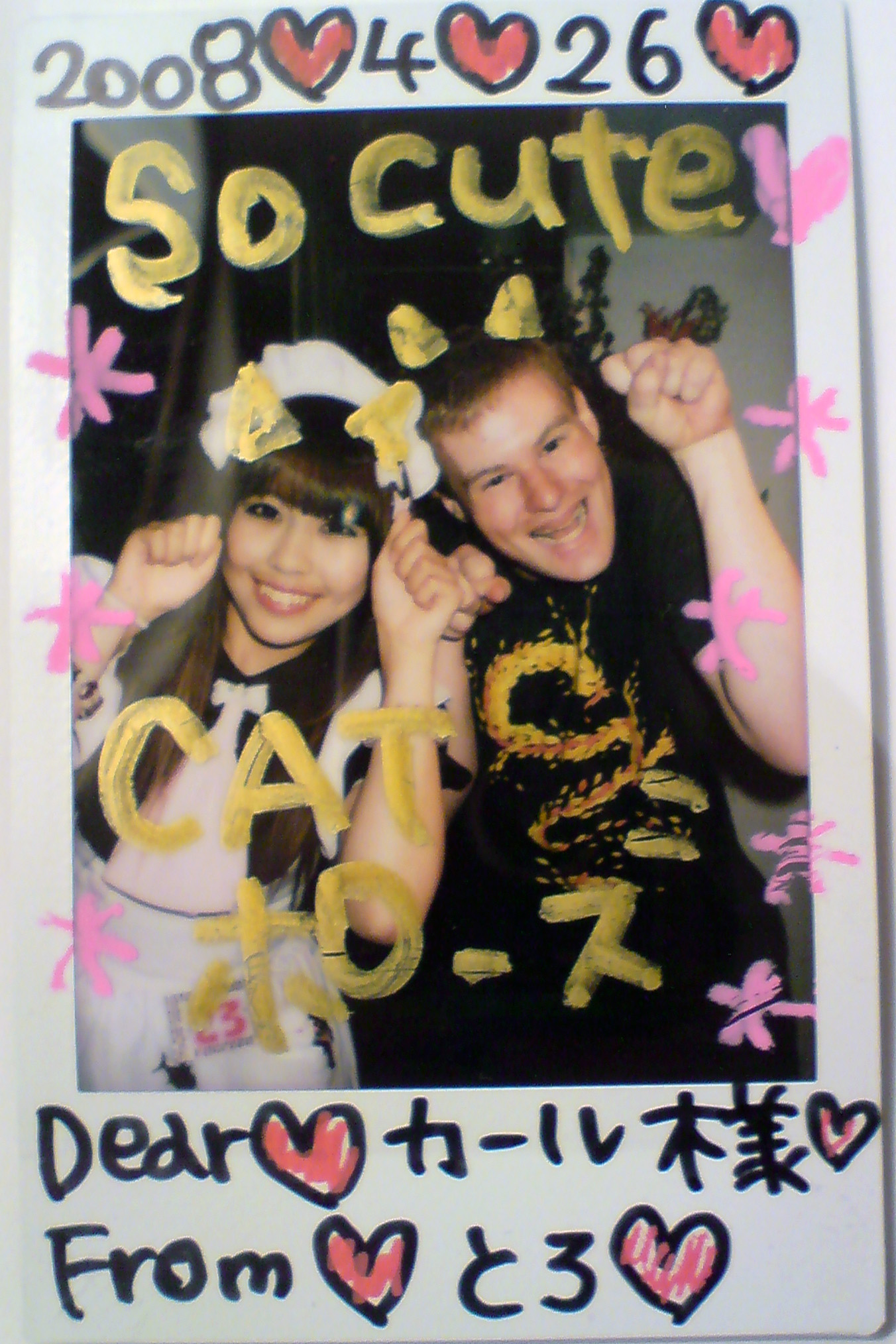
Cheki pris au @home Café.
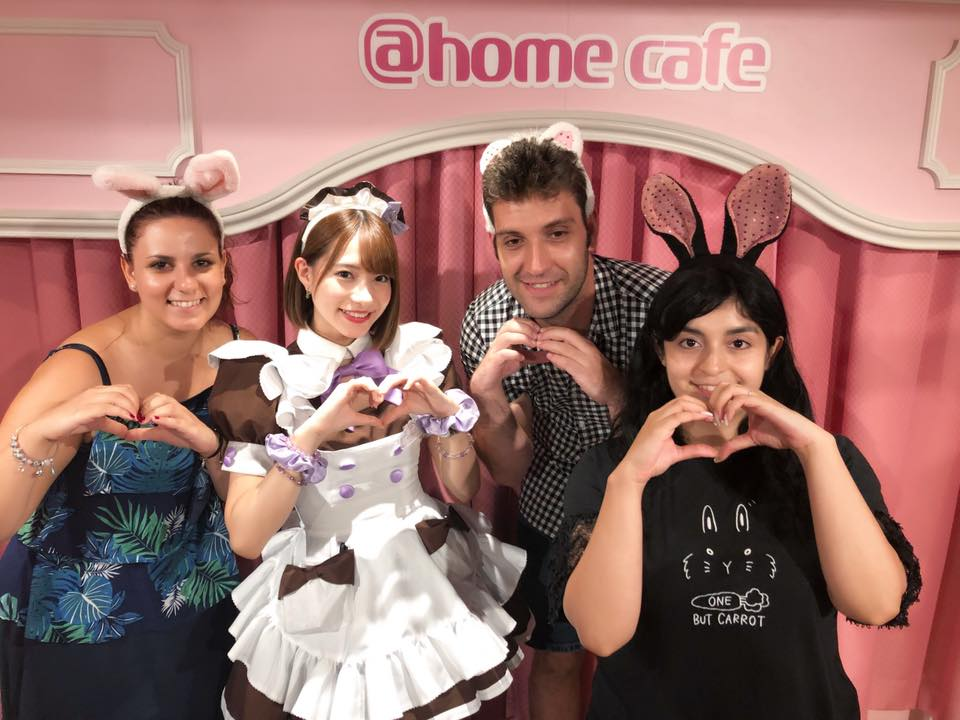
Photo avec une maid.

## Historique
La première expérience de maid café a lieu en 1998 lors d'un évènement promotionnel pour le jeu Bienvenue au Pia Carrot (Pia♥キャロットへようこそ!!, pia♥kyarotto e yōkoso), un eroge dont l'action se situe dans une chaîne de cafés appelée Pia Carrot et où les serveuses portent des uniformes de maid.
Le Cure Maid Café est le premier maid café permanent à ouvrir ses portes en 2001 par le fabricant de costumes de cosplay Cospa. L'objectif est alors de proposer un lieu de repos pour les clients en recréant une relation maître-serviteur dans un contexte accueillant pour les visiteurs. Les serveuses portent de longues robes, sont très respectueuses et presque froides envers les clients, dans un souci de politesse et d'obéissance. Bien que le café ait changé depuis son ouverture, il a conservé sa philosophie d'origine.
À la suite du succès du premier maid café, de nouveaux établissements ouvrent leurs portes et font progresser le concept. Une de ces tendances a été initiée par le MIA Café qui a inventé un jeu de cartes permettant d'obtenir une photo avec une maid, exploitant ainsi le côté collectionneur des otakus. Si le MIA Café s'est par la suite éloigné de ce genre de pratique, il a lancé une tendance qui s'est rapidement répandue dans les autres cafés.
Avec la popularité grandissante des maid cafés, certaines serveuses sont devenues très populaires et ont acquis un statut de idol, offrant des performances à l'extérieur du café. Le premier groupe de maid idol est Kanzen Maid Sengen, formé en 2005 par le @home Café. C'est aussi le cas de Arisa[Qui ?] du Café Mai:lish, qui est maintenant l'une des maids les plus célèbres.[réf. souhaitée] Arisa n'est pas uniquement une maid, elle a aussi enregistré plusieurs chansons sur des compilations depuis 2006 et a lancé un album solo, activation "a" en 2009. Dans d'autres cas, des idols sont engagées pour travailler dans les cafés. Au @home Café, c'est un total de seize maids qui ont le double rôle de serveuse et de idol.
L'année 2005 est considérée comme étant celle de l'apogée des maid cafés. À ce moment, ils font l'objet de reportages, mais, peu de temps après, les cafés qui n'avaient pas un concept bien défini ont commencé à fermer leurs portes.
La popularité des maid cafés est si grande que certains d'entre eux ont lancé différents produits sur le marché. C'est entre autres le cas du café Pinafore, qui a lancé une ligne de repas en conserve en 2008.
Avec le temps, le nombre de cafés s'est multiplié à Akihabara, et, en 2008, il était possible d'en trouver facilement plus d'une vingtaine près de la station de Akihabara, sans compter d'autres types de commerces où les employés portent des vêtements de maid. Le concept du maid café a été si populaire que différents types de commerces ont commencé à offrir des services dispensés par des maids, comme des bars ou des salons de massothérapie, d'optométrie, etc. Les maid cafés sont un phénomène propre à Akihabara, où l'on trouve plus de cinquante établissements en tous genres, ce qui représente le tiers des commerces de ce type au Japon. Malgré la popularité des maid cafés à Akihabara, la compétition est grande et seuls les cafés proposant un concept unique sont en mesure de survivre.
Bien que le maid café soit un phénomène propre à Akihabara, plusieurs cafés ont ouvert ailleurs au Japon et à l'étranger. On trouve plusieurs maid cafés près de la gare de Ikebukuro à Tokyo, qui est le point de rencontre des femmes otakus, ainsi qu'à Nipponbashi (aussi appelé Den-Den Town), le quartier de l'électronique de Osaka. Bien que plus de 80 % des maid cafés se trouvent à Tokyo ou Osaka, d'autres cafés ont ouvert leurs portes de Hokkaidō jusqu'à Kyūshū. À l'extérieur du Japon, plusieurs maid cafés ont ouvert leurs portes, tentant ainsi de reproduire ce qui existe au Japon. Bien que ces cafés attirent les otakus, ils sont aussi visités par une multitude de curieux. Les maid cafés et d'autres variantes de cosplay cafés sont aussi populaires comme activités de plusieurs clubs d'anime et lors de conventions.

## Clientèle
La principale clientèle des maid cafés est constituée d'hommes otakus qui ont une attirance à tendance fétichiste pour l'habit ou bien le concept de maid. En visitant ces cafés, ils souhaitent s'évader dans leurs fantaisies et atteindre un état de bien-être et de confort, un sentiment que les otakus appellent moe, qui est souvent lié à une attraction fétichiste pour l'image de la maid. Certains otakus n'hésiteront pas à dépenser une petite fortune afin de collectionner des photos avec les différentes maids, acheter des objets promotionnels et autres objets à l'effigie de leurs serveuses. Contrairement à ce que l'on pourrait croire, de plus en plus de femmes apprécient aussi les maid cafés.
Bien que le public principal des maid cafés soient les otakus, ils attirent aussi quelques curieux locaux et beaucoup d'étrangers de passage au Japon. Le concept du maid café est largement connu à l'étranger et est présenté dans de nombreux guides de voyage dans les pages dédiées à Akihabara. Plusieurs cafés ont réagi en commençant à traduire les menus et engager des maids d'origine étrangère afin de pouvoir servir les clients en anglais.
Selon l'économiste Takuro Morinaga, les maid cafés pourront survivre en fonction du public qu'ils ciblent. Selon lui, les cafés pour otaku cultivent une atmosphère et le sens original de la relation maid-maître, tandis que les cafés pour touristes vont poursuivre dans le développement du côté divertissement. Il considère aussi que l'attirance du client pour la maid est différente, car l'otaku aime la maid incarnée par une femme, tandis que le touriste aime la femme qui incarne une maid.

## Étiquette
Quelques règles doivent être respectées lors de la visite d'un maid café et celles-ci sont parfois affichées à l'entrée ou au menu. Ces règles touchent principalement le respect des serveuses, du commerce et des clients. Voici, par exemple, les règles du @home Café[style à revoir]
« Il est interdit de :
1. Toucher une maid.
2. Demander le numéro de téléphone d'une maid.
3. Demander l'adresse courriel d'une maid.
4. Attenter à la vie privée d'une maid en lui demandant à quelle heure elle termine.
5. Traquer ou poursuivre une maid.
6. Attendre l'entrée ou la sortie d'une maid, ou rôder autour du café.
7. Blesser un employé, un client ou le voisinage du café.
8. Prendre des photos des maids, de l'intérieur et de l'extérieur du café.
9. Emporter de la nourriture ou des boissons de l'extérieur dans le café.
10. Fumer dans les escaliers menant au café. »

— Règlement du @home Café.
Les règles qui concernent le respect des maids et de leur vie privée peuvent sembler évidentes, mais les cafés préfèrent prendre des précautions, car les otakus ne sont pas toujours capables de faire une différence entre leurs fantaisies et la réalité et ne comprennent pas que les maids jouent un rôle lorsqu'elles sont au café. Ces règles risquent donc d'apparaître plus souvent dans les cafés de Akihabara.
L'interdiction de prendre des photos à l'intérieur du café se justifie par le fait que cela fait partie des prestations à la carte. Par contre, il est aussi interdit de prendre des photos des maids à l'extérieur du café. Même si ce n'est pas systématique, il arrive que les maids qui distribuent des dépliants à Akihabara cachent leur visage ou qu'elles se retournent lorsqu'elles aperçoivent une caméra. Plus rarement, un préposé accompagne les maids et interdit aux passants de prendre des photos. Il est donc préférable de demander la permission aux maids.

## Quelques cafés

### Les plus connus
Parmi les cafés les plus célèbres à Akihabara.
- @home Café : Le premier café a été ouvert en 2004 par Miha Kawahara dans le Don Quijote de Akihabara. Contrairement aux autres cafés établis à l'époque, il est le premier à révéler l'intérieur du café, puisque les murs séparant le café de la galerie marchande sont en verre. Il est le premier café à former un groupe de maid idol (ou maidol), appelé Kanzen Maid Sengen. C'est sûrement le maid café le plus populaire[8],[16].
- Café Mai:lish : Depuis 2002, le café propose régulièrement des événements spéciaux dont les thèmes varient : police, yukata, lunettes, nekomimi, etc. C'est aussi le café d'attache de Arisa, l'une des maids les plus populaires.
- Cure Maid Café : Ouvert en 2001, c'est le premier maid café permanent à avoir ouvert ses portes.
- MIA Café : Aussi appelé Maid in Angels Café, il ouvre en 2004 et est à l'origine de plusieurs tendances dont les photos avec une maid et les jeux. Malgré le fait qu'ils aient lancé ces tendances, ils se sont éloignés de ce concept par la suite.
- Pinafore : Ce café ouvert en 2003 est devenu très populaire à la suite de son passage régulier dans Densha otoko, un drama diffusé en 2005. Ils ont aussi lancé une ligne de repas en conserve en 2008.

### Concept unique
Afin d'attirer de la clientèle, les maid cafés doivent innover et offrir des concepts nouveaux et originaux.
- Cos-cha : Offre un service qui consiste à être nourri à la cuillère par une maid, ainsi que des variantes particulières du jan-ken-pon. Cette variante implique qu'à chaque victoire, la maid choisit un ingrédient (lait, natto, algues, œuf...) pour créer une boisson que le client devra boire sous peine de recevoir une gifle[17].
- Pomeranian : Surnommé le chubby maid café, c'est un café où les maids sont potelées.
- Royal Milk : Offre un service de conversation, où les clients peuvent payer pour discuter avec une maid pendant un temps donné[17].

### À l'extérieur du Japon
Quelques cafés hors du Japon, suscitant généralement la curiosité des médias locaux, voire nationaux.
- iMaid Café : Premier maid café à ouvrir ses portes au Canada. Situé à Scarborough en Ontario, il a fermé ses portes environ un an après son ouverture[18],[19].
- Royal/T : Ouvert en 2008 à Culver City, Californie, il est le premier café du genre dans la région de Los Angeles. Il mélange le concept de maid café, de commerce de détail et de galerie d'art[20].

### Variantes
Il existe une variante du maid café appelée shitsuji kissa (執事喫茶), où les serveurs portent un uniforme de domestique. Parmi ces cafés, il y a notamment le Swallowtail à Ikebukuro, qui est le premier shitsuji kissa, et le Butlers Café, où tous les serveurs sont étrangers.
Il existe aussi une version travestie du maid café appelee dansō kissa（男装喫茶）, où les serveuses portent des uniformes d'hommes.Parmi ces cafés, il y a notamment le Queen Dolce à Akihabara, qui est le premier dansô kissa, et la W's Collection, où les serveuses font escorte aux clients aux environs d'Akihabara.

### Services maid
Avec la popularité des maid cafés, de nombreux établissements offrant une gamme de services dispensés par du personnel habillé en maid ont ouvert leurs portes. Il existe différents établissements offrant du divertissement, dont des bars, qui sont orientés vers la consommation d'alcool, ou encore des établissements spécialisés dans une activité telle que le mah-jong (Little MSN, Tempane), casino (Akiba Guild), fléchettes (Little PSX), Wii Fit (Candy Fruit Refresh Club). Dans d'autres cas, il s'agit d'offrir des services. On peut trouver de nombreux salons de massage et de réflexologie, mais aussi des salons de nettoyage d'oreille (Nagomi-ya), salons de coiffure (Obu, Moe Sham), optométristes (Candy Fruits Optical), guides (Ecri, @Room Service), taxis (Maid Taxi).

### Café thématique
Bien que les maid cafés aient lancé la tendance des cafés thématiques, de nombreux cafés, bars et restaurants appelés restaurants cosplay (コスプレ系飲食店, kosupure-kei inshokuten) ont vu le jour. Ces restaurants ressemblent beaucoup aux maid cafés, mais les costumes y diffèrent. Certains restaurants cosplay ont une thématique particulière, comme les miko (Miko-san Café), le domaine ferroviaire (Little TGV), la relation frère-sœur (Nagomi), la religion (St. Grace’s Court) et peuvent devenir très spécifiques, à l'instar du Luida's Bar, inspiré par l'univers du jeu de rôle Dragon Quest ou encore Zeon et Federal Forces, deux bars basés sur l'univers de Gundam.
Il ne faut pas confondre les restaurants cosplay avec les restaurants à thème, qui consiste à mettre en avant un thème particulier dans l’architecture, la nourriture et dans l’ambiance globale du restaurant, concept qui existe déjà ailleurs dans le monde (Rainforest Cafe, Planet Hollywood, etc.). De nombreux restaurants à thème existent au Japon et la différence entre ces deux types de restaurants peut parfois être difficile à bien définir. Les restaurants à atmosphère sombre ou gothique (Opera House, Alcatraz ER, The Lock-Up, Vampire Café, Christon Café) sont facilement identifiables en tant que restaurants à thème, par contre, la différence peut être subtile, comme avec certains restaurants de la chaîne Diamond Dining, qui comprend un établissement à thématique "princesse" (Princess Hear) et trois restaurants Alice au pays des merveilles (trois établissements dont les noms incluent l'expression "Alice au pays de").

## Dans la culture populaire
- Maid in Akihabara est un drama japonais dans lequel une jeune fille commence à travailler dans un maid café et découvre une facette de l'univers des otakus.
- Maid Machinegun, un roman de Aaliyah, qui raconte son expérience comme serveuse dans un maid café sous forme de journal.
- Kaichō wa Maid-sama! est un manga et anime japonais où la présidente des élèves (kaichō) est aussi une maid à temps partiel.
- Akiba Maid War est anime qui se déroule dans un Akihabara alternatif où le monde des maid cafés est bien plus impitoyable qu'il ne le semble.